# Opticsari
Opticsari (macedónul: Оптичари) település Észak-Macedóniában, a Pelagonijai körzet Bitolai járásában.

## Népesség
| Lakosok száma | 503  | 528  | 712  | 745  | 851  | 442  | 326  | 317  | 242  |
|               | 1948 | 1953 | 1961 | 1971 | 1981 | 1991 | 1994 | 2002 | 2021 |

2002-ben 317 lakosa volt, melyből 316 macedón és 1 szerb.